# Johann Wüscht
Johann Wüscht (* 12. August 1897 in Militics, deutsch Militisch, Königreich Ungarn, Österreich-Ungarn; † 1976 in Koblenz, Deutschland) war Verbandsfunktionär, Herausgeber und Autor völkisch-nationaler Schriften im Königreich Jugoslawien. In Deutschland verfasste er weitere Arbeiten zu jugoslawiendeutschen Themen.

## Leben
Wüscht besuchte die Grundschule in Kalocsa (deutsch Kollotschau) und die Handelsschule in Novi Sad (deutsch Neusatz). Während des Ersten Weltkriegs geriet er in russische Kriegsgefangenschaft (1915–16), wo er in verschiedenen Gefangenenlagern mit sozialistischen Ideen Bekanntschaft machte. Nach seiner Rückkehr arbeitete er zunächst als Büroangestellter, zeigte jedoch bald Interesse an den sozialen, landwirtschaftlichen, ökonomischen und demografischen Aspekten der „Volksdeutschen Gemeinschaft“ im neugegründeten Königreich Jugoslawien. Er wurde Leiter des örtlichen Ablegers des Schwäbisch-Deutschen Kulturbundes in Srpski Miletić und arbeitete „mit großer Hingabe“ an der Organisation der dörflichen Genossenschaften. Er kritisierte häufig das „Bauernvolk“-Image der „Volksdeutschen“, auf dessen Basis der Kulturbund seine kulturellen Aktivitäten ausrichtete.
Wüscht war Mitbegründer der 1930 mit Unterstützung des Kulturbundes in Novi Sad eingerichteten Zentralwohlfahrtsgenossenschaft (ZEWOGE), deren Geschäftsführer er bis 1938 war. Die ZEWOGE erlangte ihre Unabhängigkeit vom Genossenschaftsverband der deutschen Minderheit in Novi Sad und wurde dabei vom Serbischen Verband der Gesundheitsgenossenschaften in Belgrad unterstützt, in den sich die Organisation (einem im Dezember 1930 erlassenen Gesetz folgend) integrierte, dabei jedoch weitgehend ihre Selbstverwaltung bewahren konnte. Das war überraschend, denn Wüscht, Leiter der ZEWOGE, hatte bereits in den späten 1920er Jahren propagiert, dass sich die Deutschen der Vojvodina in einem demografischen Kampf mit den Serben befinden würden. Zudem hatte Wüscht Ziele wie Sozialhygiene zur „Bestanderhaltung des Volkes“ und Eugenik zur „Gesund- und Reinerhaltung des Blutes“ für die ZEWOGE formuliert. Die Genossenschaft ermöglichte eine „geregelte Krankenversorgung“ und einen gezielten Ärzteeinsatz, widmete sich der „vorbeugenden Gesundheitsvorsorge“, etwa der Säuglings- und Kleinkindsfürsorge; der „Erziehung und Aufklärung“ der deutschsprachigen Bevölkerung, ebenso wie deren „Pflege der Rassenhygiene zum Schutze des Erbgutes“.
Von 1932 bis 1935 war Wüscht Herausgeber des Genossenschaftsorgan „Wohlfahrt und Gesundheit“, auch genannt das „Woge-Blatt“. In diesem und in anderen Publikationen veröffentlichte er mehrfach Arbeiten und Statistiken, besonders über die sinkende Entwicklung der Geburtsraten unter den Jugoslawiendeutschen. Die Zeitschrift trug wesentlich zur anvisierten Aufklärung und Popularisierung der rassehygienischen Stereotype bei und nahm dabei offen Bezug auf aktuelle gesundheitspolitische Entwicklungen im Deutschen Reich, wobei sie beispielsweise euphorisch die dortige Sterilisationsgesetzgebung begrüßte.  Wüscht pflegte privaten Kontakt zu dem Bevölkerungswissenschaftler und Eugenikbefürworter Friedrich Burgdörfer, dem so durch die Veröffentlichung von Beiträgen die Möglichkeit gegeben wurde, Einfluss auf den biopolitischen Diskurs innerhalb der „Volksdeutschen“ zu nehmen. Der Historiker Johann Böhm verortete Wüscht unter den nationalsozialistisch geprägten Erneuerern in Jugoslawien.
Ende der 1930er Jahre etablierte Johann Wüscht eine regelmäßige Korrespondenz mit dem jugoslawischen Premierminister Dragiša Cvetković, auf dessen Wunsch er als Verbindungsmann zwischen den jugoslawischen Behörden und den diplomatischen Kreisen des Deutschen Reiches fungierte. Für seine Dienste erhielt er 1940 die „Medaille des Ordens Sveti Sava“. Wüscht war enger Mitarbeiter Josef Jankos nach dessen Übernahme der Präsidentschaft im Kulturbund und Ernennung zum „Volksgruppenführer Serbiens und des Banats“. Einen Monat vor Beginn des Balkanfeldzugs 1941 wurden Wüscht, Janko und andere aus den Reihen der „Volksgruppenführung“ „“unter Hausarrest und polizeilicher Beobachtung festgehalten. Wüschts Bekanntschaften und Kontakte zur jugoslawischen Regierung erwirkten eine Freilassung der Geiseln.
Die Volksdeutsche Mittelstelle (VoMi) bezeichnete Wüscht 1941 in seiner Rolle als Leiter des Hauptamtes für Statistik innerhalb des Kulturbundes als „Eigenbrötler“. Auch unter den veränderten politischen Bedingungen im vom Deutschen Reich besetzten Serbien setzte Wüscht seine Tätigkeit als Autor zu „volksdeutschen“ Themen fort. Auch nach der 1941 erfolgten Umbenennung der „ZEWOGE“ in „Wohlfahrtsamt“ behielt er als NS-Amtswalter die Leitung der Institution. Wüscht nahm in seinen Lageberichten von 1941 aktiv an der Denunziation jüdischer Mitbürger teil. 1942 wurde er zum Leiter der „Forschungsstelle für Wirtschaft“ ernannt und nach Budapest versetzt.
Im Herbst 1944 floh er nach Österreich, wo er sich einige Jahre für die Anerkennung „volksdeutscher“ Flüchtlinge in Hilfszentren einsetzte, die in Anlehnung an die ZEWOGE betrieben wurden. Ab 1949 arbeitete er für eine Hanf-Handelsfirma im französischen Strasbourg. 1956 ließ er sich in Koblenz nieder. Hier war er von 1957 bis 1964 im Deutschen Bundesarchiv tätig, wo er Dokumentationsmaterial über die deutschen Minderheiten in Südosteuropa sammelte, darunter Aussagen ehemaliger Amtsträger der Minderheit sowie über 1000 Erlebnis- und Gemeindeberichte. Während dieser Zeit verfasste er mehrere Arbeiten zu jugoslawiendeutschen Themen.

## Veröffentlichungen
- Die deutsche Volksgruppe in Jugoslawien. In: Handbuch der europäischen Volksgruppen, S. 389–407.
- Die magyarische Okkupation der Batschka 1941-1944. Dokumentarische Stellungnahme zur jugoslawischen Darstellung. Selbstverlag, Kehl am Rhein.
- Die Ereignisse in Syrmien 1941 - 1944. Dokumentarische Stellungnahme zur jugoslawischen Darstellung in „Zločini okupatora i njihovih pomagača u Vojvodini 1941 - 1944“ (deutsch Verbrechen der Okkupatoren und ihrer Helfer in der Vojvodina 1941 - 1944) Selbstverlag, Kehl am Rhein 1975, 84 Seiten.
- Slowenen und Deutsche. Selbstverlag, Kehl am Rhein 1975.
- Ein Wort zu jugoslawischen Forderungen. Selbstverlag, Kehl am Rhein 1974.
- Ursachen und Hintergründe des Schicksals der Deutschen in Jugoslawien. Bevölkerungsverluste Jugoslawiens im Zweiten Weltkrieg. Selbstverlag, Kehl am Rhein 1966.
- Jugoslawien und das Dritte Reich: eine dokumentierte Geschichte der deutsch-jugoslawischen Beziehungen von 1933-1945.  Seewald, Stuttgart 1969.
- Beitrag zur Geschichte der Deutschen in Jugoslawien 1934-1944. Selbstverlag, Kehl am Rhein 1966. Zentraldruckerei Ackermann & Honold, Stuttgart. 208 Seiten.
- Beitrag zur Geschichte der Deutschen in Jugoslawien für den Zeitraum von 1934 bis 1944 aktenmäßige Darstellung [Hintergründe und Zusammenhänge nach amtlichen Quellen dargestellt]. Selbstverlag, Kehl am Rhein 1966.
- Die Wojwodina und ihr Deutschtum. Politische Geschichte, Bevölkerungsverhältnisse, wirtschaftliche Lage. Publikationsstelle, Wien 1940.
- Die völkischen Verhältnisse in der südslawischen Woiwodina. Südostdeutsches Institut, Graz 1940. 116 Seiten.
- Volkszählungsergebnisse der Donaubanschaft (Wojwodina) in Südslawien 1931. Publikationsstelle, Wien 1940.
- Über Vergangenheit und Gegenwart der Gemeinde Srpski-Miletitsch. Ein Heimatbuch als Festgabe zur 150-Jahrfeier. Srpski Miletić, Bačka 1936.
- Beitrag zur biologischen Lebensbilanz der Deutschen in der Wojwodina.  Druckerei- und  Verlags-A.G., Novisad 1936.
- Die genossenschaftliche Krankenvorsorge Grundlagen und Arbeit. Zentralgenossenschaft der Ländlichen Wohlfahrtsgenossenschaften, Novisad 1936.

## Bewertung
Der Historiker Johann Böhm stellte fest: „Wüscht, der in den Dreißigerjahren den nazistischen Erneuerern um Sepp Janko nahestand, war nach Ende des Zweiten Weltkrieges als Archivar im Bundesarchiv Koblenz für die Niederschriften und Tonbandaufnahmen ehemaliger hoher NS-Funktionäre aus Jugoslawien, Rumänien und Ungarn verantwortlich. Als hoher NS-Amtswalter bis Ende 1944 hätte er wissen müssen, dass man als Staatsangestellter in einem demokratischen Staat die Handlungen der NS-Funktionäre von 1933-1945 weder beschönigen noch leugnen darf. Auffallend an diesen Niederschriften ist, dass Wüscht bewusst oder unbewusst „Unwahrheiten“ aufgenommen hat, die auch in seinen Publikationen immer wieder anzutreffen sind.“